# Scierie communale de Ranrupt
La scierie communale de Ranrupt est un monument historique situé à Ranrupt, dans le département français du Bas-Rhin.

## Localisation
Ce bâtiment est situé à Ranrupt.

## Historique
L'édifice fait l'objet d'une inscription au titre des monuments historiques depuis 1995.